# Jesse Williams (athlétisme)
Pour les articles homonymes, voir Jesse Williams et Williams.
Jesse Williams (né le 27 décembre 1983 à Modesto) est un athlète américain spécialiste du saut en hauteur.

## Carrière
Il fait ses débuts sur la scène internationale lors des Championnats du monde juniors 2002 de Kingston où il échoue au pied du podium avec 2,21 m. Étudiant à Université de Californie du Sud à Los Angeles, il remporte les titres NCAA en salle et en plein air 2005 et 2006. Sixième des Mondiaux en salle de Valence en mars 2008, il se classe troisième des finales mondiales de l'IAAF disputées en fin d'année à Stuttgart.
En 2009, Jesse Williams améliore d'un centimètre son record personnel en franchissant 2,34 m le 9 mai 2009 à Eugene. Mais terminant quatrième seulement des sélections américaines, il ne se qualifie pas pour les Championnats du monde de Berlin. Jesse Williams se hisse au sommet de la hiérarchie américaine en 2010 en remportant les Championnats des États-Unis en salle (2,34 m) et en plein air (2,26 m). Il se classe deuxième du classement général de la Ligue de diamant derrière le Russe Ivan Ukhov.
Il remporte fin juin 2011 à Eugene les Championnats des États-Unis en plein air pour la deuxième fois consécutive. Il établit à cette occasion la meilleure performance mondiale de l'année 2011, avec 2,37 m, franchie à son troisième essai, améliorant de trois centimètres son record personnel en plein air.
Le 1er septembre 2011, il décroche son premier titre international majeur en devenant champion du monde du saut en hauteur en enroulant une barre placée à 2,35 m. Il réussit tous ses sauts de la finale dès leur première tentative avant d'échouer trois fois à 2,37 m. Son dauphin est le Russe Aleksey Dmitrik.
Il reçoit le Trophée Jesse-Owens 2011, récompensant le meilleur athlète américain de l'année. Avec une taille très modeste pour la discipline, il peut cependant s'appuyer sur une très bonne technique d'impulsion.
Sous la pluie, lors des sélections américaines, il ne termine que quatrième du concours, mais se qualifie pour Londres, le 3e n'ayant pas réussi le minima A et lui ayant franchi 2,36 m à New York en juin 2012. Le 20 juillet 2012, lors du meeting Herculis de Monaco, il remporte le concours à 2,33 m au premier essai, devant Robert Grabarz (également au premier essai) et Derek Drouin et Erik Kynard, à 2,30 m.
Le 25 juin 2015, il se qualifie pour les Championnats du monde de Pékin en franchissant 2,30 m lors des Championnats des États-Unis d'athlétisme 2015, en prenant la 3e place qualificative, puis il échoue au pied du podium à la fois lors des Jeux panaméricains et aux Championnats NACAC.

## Palmarès

### International
| Date | Compétition                    | Lieu             | Résultat | Marque  |
| ---- | ------------------------------ | ---------------- | -------- | ------- |
| 2002 | Championnats du monde juniors  | Kingston         | 4e       | 2,21 m  |
| 2005 | Championnats du monde          | Helsinki         | qual.    | 2,24 m  |
| 2006 | DécaNation                     | Paris            | 1re      | 2,25 m  |
| 2007 | Championnats du monde          | Osaka            | qual.    | 2,23 m  |
| 2008 | Championnats du monde en salle | Valence          | 6e       | 2,27 m  |
| 2008 | Jeux olympiques                | Pékin            | qual.    | 2,25 m  |
| 2008 | Finale mondiale                | Stuttgart        | 3e       | 2,29 m  |
| 2009 | Finale mondiale                | Thessalonique    | 3e       | 2,29 m  |
| 2010 | Ligue de diamant               | Ligue de diamant | 2e       | détails |
| 2011 | Championnats du monde          | Daegu            | 1er      | 2,35 m  |
| 2011 | Ligue de diamant               | Ligue de diamant | 1er      | détails |
| 2012 | Championnats du monde en salle | Istanbul         | 6e       | 2,31 m  |
| 2012 | Jeux olympiques                | Londres          | 8e       | 2,25 m  |
| 2012 | Ligue de diamant               | Ligue de diamant | 2e       | détails |
| 2013 | Championnats du monde          | Moscou           | qual.    | 2,22 m  |
| 2015 | Jeux panaméricains             | Toronto          | 4e       | 2,28 m  |
| 2015 | Championnats NACAC             | San José         | 4e       | 2,15 m  |
| 2015 | Championnats du monde          | Pékin            | qual.    | 2,26 m  |

### National
- Championnats des États-Unis
  - Plein air : vainqueur en 2010 et 2011, deuxième en 2005, troisième en 2006
  - Salle : vainqueur en 2010, deuxième en 2008 et 2009
- Championnats NCAA : vainqueur en 2005 et 2006

## Records
| Épreuve         | Épreuve   | Performance | Lieu            | Date            |
| --------------- | --------- | ----------- | --------------- | --------------- |
| Saut en hauteur | Plein air | 2,37 m      | Eugene          | 26 juin 2011    |
| Saut en hauteur | En salle  | 2,36 m      | Banská Bystrica | 11 février 2009 |